# Ферма (Королевский сельский совет)
Ферма (укр. Ферма) — село, входит в Бучанский район Киевской области Украины.
Население по переписи 2001 года составляло 176 человек. Почтовый индекс — 08012. Телефонный код — 4578. Занимает площадь 0,141 км². Код КОАТУУ — 3222783503.

## Местный совет
08020, Київська обл., Макарівський р-н, с. Королівка, вул. Леніна, 93б